# Stereodon aureo-nitidus
Stereodon aureo-nitidus är en bladmossart som beskrevs av Hugh Neville Dixon 1917. Stereodon aureo-nitidus ingår i släktet Stereodon och familjen Hypnaceae. Inga underarter finns listade i Catalogue of Life.